# Nuno Mendes
Nuno Alexandre Tavares Mendes (Sintra, 19. lipnja 2002.) portugalski je nogometaš koji igra na poziciji lijevog beka. Trenutačno igra za Paris Saint-Germain.